# Konkurs Piosenki Eurowizji 1961
6. Konkurs Piosenki Eurowizji został zorganizowany 18 marca 1961 w Cannes na Lazurowym Wybrzeżu przez francuskiego nadawcę publicznego France 3, dzięki zwycięstwu reprezentantki kraju – Jacqueline Boyer podczas konkursu w 1960 roku.
Koncert finałowy prowadziła Jacqueline Joubert, a zwycięzcą został reprezentant Luksemburga – Jean-Claude Pascal z utworem autorstwa Jacques’a Datina i Maurice’a Vidalina „Nous, les amoureux”, za który otrzymał 33 punkty.

## Lokalizacja
Koncert finałowy w 1961 odbył się w Palais des Festivals et des Congrès, w tym samym miejscu, co konkurs w 1959. Budynek został zbudowany w 1949 w celu zorganizowania Międzynarodowego Festiwalu Filmowego. Hala znajduje się na promenadzie miasta, którą wyznacza bulwar La Croisette. Obecnie znajduje się tam hotel JW Marriott Cannes.

## Kraje uczestniczące
W konkursie wzięli udział reprezentanci 16 nadawców publicznych, w tym debiutujące w stawce telewizje z Finlandii, Hiszpanii i Socjalistycznej Federacyjnej Republiki Jugosławii.
W konkursie wystąpiło dwóch wykonawców, którzy brali udział w poprzednich konkursach. Reprezentantem Belgii ponownie został Bob Benny, który startował w finale konkursu w 1959. Przedstawicielka Norwegii Nora Brockstedt reprezentowała kraj w finale konkursu w 1960.
Dyrygenci
Każdemu reprezentantowi towarzyszyła orkiestra, którą kierował wyznaczony przez kraj dyrygent. Głównym dyrygentem konkursu był Franck Pourcel, który dyrygował orkiestrze podczas występów reprezentantów: Austrii, Niemiec, Francji i Finlandii. Ponadto orkiestrą dyrygowali: Rafael Ferrer (Hiszpania), Jože Privšek (Jugosławia), Dolf van der Linden (Holandia), William Lind (Szwecja), Francis Bay (Belgia), Gianfranco Intra (Włochy), Kai Mortensen (Dania), Øivind Bergh (Norwegia), Robert Stolz (Austria), Raymond Lefèvre (Monako), Fernando Paggi (Szwajcaria), Harry Robinson (Wielka Brytania) i Léo Chauliac (Luksemburg).

## Wyniki
| \| L.p. \| Kraj \| Język \| Artysta \| Piosenka \| Miejsce \| Punkty \| \| ---- \| --------------- \| ----------------- \| ------------------ \| ----------------------------- \| ------- \| ------ \| \| 1 \| Hiszpania \| hiszpański \| Conchita Bautista \| „Estando contigo” \| 9 \| 8 \| \| 2 \| Monako \| francuski \| Colette Deréal \| „Allons, allons les enfants” \| 10 \| 6 \| \| 3 \| Austria \| niemiecki \| Jimmy Makulis \| „Sehnsucht” \| 15 \| 1 \| \| 4 \| Finlandia \| fiński \| Laila Kinnunen \| „Valoa ikkunassa” \| 10 \| 6 \| \| 5 \| Jugosławia \| serbsko-chorwacki \| Ljiljana Petrović \| „Neke davne zvezde” \| 8 \| 9 \| \| 6 \| Holandia \| niderlandzki \| Greetje Kauffeld \| „Wat een dag” \| 10 \| 6 \| \| 7 \| Szwecja \| szwedzki \| Lill-Babs \| „April, April” \| 14 \| 2 \| \| 8 \| RFN \| niemiecki \| Lale Andersen \| „Einmal sehen wir uns wieder” \| 13 \| 3 \| \| 9 \| Francja \| francuski \| Jean-Paul Mauric \| „Printemps, avril carillonne” \| 4 \| 13 \| \| 10 \| Szwajcaria \| francuski \| Franca Di Rienzo \| „Nous aurons demain” \| 3 \| 16 \| \| 11 \| Belgia \| niderlandzki \| Bob Benny \| „September, gouden roos” \| 15 \| 1 \| \| 12 \| Norwegia \| norweski \| Nora Brockstedt \| „Sommer i palma” \| 7 \| 10 \| \| 13 \| Dania \| duński \| Dario Campeotto \| „Angelique” \| 5 \| 12 \| \| 14 \| Luksemburg \| francuski \| Jean-Claude Pascal \| „Nous, les amoureux” \| 1 \| 33 \| \| 15 \| Wielka Brytania \| angielski \| The Allisons \| „Are You Sure?” \| 2 \| 25 \| \| 16 \| Włochy \| włoski \| Betty Curtis \| „Al di là” \| 5 \| 12 \| | Legenda: 1 miejsce |                   |                    |                               |         |        |
| L.p. | Kraj               | Język             | Artysta            | Piosenka                      | Miejsce | Punkty |
| 1 | Hiszpania          | hiszpański        | Conchita Bautista  | „Estando contigo”             | 9       | 8      |
| 2 | Monako             | francuski         | Colette Deréal     | „Allons, allons les enfants”  | 10      | 6      |
| 3 | Austria            | niemiecki         | Jimmy Makulis      | „Sehnsucht”                   | 15      | 1      |
| 4 | Finlandia          | fiński            | Laila Kinnunen     | „Valoa ikkunassa”             | 10      | 6      |
| 5 | Jugosławia         | serbsko-chorwacki | Ljiljana Petrović  | „Neke davne zvezde”           | 8       | 9      |
| 6 | Holandia           | niderlandzki      | Greetje Kauffeld   | „Wat een dag”                 | 10      | 6      |
| 7 | Szwecja            | szwedzki          | Lill-Babs          | „April, April”                | 14      | 2      |
| 8 | RFN                | niemiecki         | Lale Andersen      | „Einmal sehen wir uns wieder” | 13      | 3      |
| 9 | Francja            | francuski         | Jean-Paul Mauric   | „Printemps, avril carillonne” | 4       | 13     |
| 10 | Szwajcaria         | francuski         | Franca Di Rienzo   | „Nous aurons demain”          | 3       | 16     |
| 11 | Belgia             | niderlandzki      | Bob Benny          | „September, gouden roos”      | 15      | 1      |
| 12 | Norwegia           | norweski          | Nora Brockstedt    | „Sommer i palma”              | 7       | 10     |
| 13 | Dania              | duński            | Dario Campeotto    | „Angelique”                   | 5       | 12     |
| 14 | Luksemburg         | francuski         | Jean-Claude Pascal | „Nous, les amoureux”          | 1       | 33     |
| 15 | Wielka Brytania    | angielski         | The Allisons       | „Are You Sure?”               | 2       | 25     |
| 16 | Włochy             | włoski            | Betty Curtis       | „Al di là”                    | 5       | 12     |

## Tabela punktacyjna finału
| Hiszpania                                     | Monako          | Austria | Finlandia | Jugosławia | Holandia | Szwecja | Niemcy | Francja | Szwajcaria | Belgia | Norwegia | Dania | Luksemburg | Wielka Brytania | Włochy |   |   |
| Uczestnicy konkursu                           | Hiszpania       |         | 1         |            |          |         | 1      | 1       |            | 2      |          |       | 2          |                 |        | 1 |   |
| Uczestnicy konkursu                           | Monako          |         |           |            | 3        |         |        |         |            |        | 1        |       |            |                 |        | 1 |   |
| Uczestnicy konkursu                           | Austria         |         |           |            |          |         |        |         |            |        |          |       |            |                 |        | 1 |   |
| Uczestnicy konkursu                           | Finlandia       |         |           |            |          |         |        |         |            | 1      |          |       |            | 1               |        | 2 | 2 |
| Uczestnicy konkursu                           | Jugosławia      |         |           | 3          |          |         | 1      |         |            | 2      | 1        |       |            | 1               |        | 1 |   |
| Uczestnicy konkursu                           | Holandia        |         |           |            |          | 2       |        |         | 1          | 1      |          |       |            |                 |        |   | 2 |
| Uczestnicy konkursu                           | Szwecja         |         |           |            |          |         |        |         |            | 2      |          |       |            |                 |        |   |   |
| Uczestnicy konkursu                           | Niemcy          |         |           | 1          |          |         |        | 1       |            |        |          |       |            | 1               |        |   |   |
| Uczestnicy konkursu                           | Francja         | 2       | 2         |            | 1        |         |        | 1       | 4          |        |          |       |            |                 | 1      | 2 |   |
| Uczestnicy konkursu                           | Szwajcaria      | 1       | 2         | 2          |          | 1       | 2      | 4       |            |        |          |       |            |                 |        | 2 | 2 |
| Uczestnicy konkursu                           | Belgia          |         |           |            |          |         |        |         |            |        |          |       |            |                 | 1      |   |   |
| Uczestnicy konkursu                           | Norwegia        | 1       |           |            | 2        | 1       |        |         |            |        |          | 5     |            | 1               |        |   |   |
| Uczestnicy konkursu                           | Dania           |         |           |            | 1        |         | 1      | 2       |            |        |          |       | 8          |                 |        |   |   |
| Uczestnicy konkursu                           | Luksemburg      | 2       | 4         | 4          | 3        | 5       | 1      | 1       | 5          | 1      | 1        |       |            | 1               |        |   | 3 |
| Uczestnicy konkursu                           | Wielka Brytania | 3       |           |            |          |         | 3      |         |            |        | 7        | 1     |            | 1               | 8      |   | 1 |
| Uczestnicy konkursu                           | Włochy          |         | 1         |            |          | 1       | 1      |         |            | 1      |          | 4     |            | 4               |        |   |   |
| KRAJE UPORZĄDKOWANE W KOLEJNOŚCI WYSTĘPOWANIA |                 |         |           |            |          |         |        |         |            |        |          |       |            |                 |        |   |   |

## Międzynarodowi nadawcy i głosowanie
Spis poniżej przedstawia kolejność głosowania poszczególnych krajów w 1961 wraz z nazwiskami sekretarzy, którzy przekazywali punkty od swojego państwa, a także komentatorów konkursu dla telewizyjnych nadawców:
Kolejność głosowania i krajowi sekretarze
1. Włochy – Enzo Tortora
2. Wielka Brytania – Michael Aspel[20]
3. Luksemburg – nieznany
4. Dania – Claus Toksvig
5. Norwegia – Mette Janson
6. Belgia – nieznany
7. Szwajcaria – Boris Acquadro
8. Francja – nieznany
9. Niemcy – nieznany
10. Szwecja – Roland Eiworth
11. Holandia – Siebe van der Zee[21]
12. Jugosławia – nieznany
13. Finlandia – Poppe Berg[22]
14. Austria – nieznany
15. Monako – nieznany
16. Hiszpania – Diego Ramírez Pastor[23]

Komentatorzy
- Austria – Emil Kollpacher (ORF)
- Belgia – Anton Peters (BRT), Robert Beauvais (RTB)[24]
- Dania – Sejr Volmer-Sørensen (Statsradiofonien TV)
- Finlandia – Aarno Walli (Suomen Televisio)[22]
- Francja – Robert Beauvais (RTF)[24]
- Holandia – Piet te Nuyl[25] (NTS)
- Jugosławia – Ljubomir Vukadinović (Televizija Beograd), Gordana Bonetti (Televizija Zagreb), Tomaž Terček (Televizija Ljubljana)
- Luksemburg – Robert Beauvais (Télé-Luxembourg)[24]
- Monako – Roberto Beauvais (Télé Monte Carlo)[24]
- Niemcy – Wolf Mittler (Deutsches Fernsehen)
- Szwajcaria – Theodor Haller (TV DRS), Robert Beauvais (TSR)[24]
- Szwecja – Jan Gabrielsson[26] (Sveriges Radio-TV i SR P1)
- Włochy – Corrado Mantoni (Programma Nazionale)
- Wielka Brytania – Tom Sloan (BBC TV), Pete Murray (BBC Light Programme)

Z powodu przekroczenia przeznaczonego na konkurs czasu antenowego, w Wielkiej Brytanii ponowny występ zwycięzcy nie był transmitowany.